# Desmiphora mulsa
Desmiphora mulsa är en skalbaggsart som beskrevs av Giesbert 1998. Desmiphora mulsa ingår i släktet Desmiphora och familjen långhorningar.
Artens utbredningsområde är:
- Costa Rica.
- Panama.

Inga underarter finns listade i Catalogue of Life.